# Radvanov (Josefov)
Radvanov (německy Robesgrün) je malá vesnice, část obce Josefov v okrese Sokolov v Karlovarském kraji. Nachází se asi jeden kilometr jihozápadně od Josefova. Je zde evidováno 17 adres. V roce 2011 zde trvale žilo 28 obyvatel.
Radvanov je také název katastrálního území o rozloze 3,58 km². V katastrálním území Radvanov leží i Josefov.

## Historie
První písemná zmínka o vesnici pochází z roku 1350.
Vesnice náležela až do poloviny 18. století panské rodině ze Starého Rybníka na Chebsku. Poté připadla jako věno pod panství Hřebeny, jehož součástí zůstala vesnice do roku 1890. Ve vesnici stálo několik hrázděných usedlostí, z nichž některé byly typické franské dvory. Žádné z nich se však nedochovaly.

## Obyvatelstvo
Při sčítání lidu v roce 1921 zde žilo 316 obyvatel, všichni německé národnosti. K římskokatolické církvi se hlásilo 315 obyvatel, jeden k evangelické.
| Rok            | 1869 | 1880 | 1890 | 1900 | 1910 | 1921 | 1930 | 1950 | 1961 | 1970 | 1980 | 1991 | 2001 | 2011 | 2021 |
| -------------- | ---- | ---- | ---- | ---- | ---- | ---- | ---- | ---- | ---- | ---- | ---- | ---- | ---- | ---- | ---- |
| Počet obyvatel | 217  | 236  | 243  | 292  | 303  | 316  | 327  | 205  | 151  | 63   | 118  | 25   | 26   | 28   | 26   |
| Počet domů     | 35   | 35   | 39   | 46   | 48   | 55   | 60   | 69   | -    | 14   | 37   | 13   | 14   | 14   | 17   |

## Obecní správa
Při sčítání lidu v letech 1850–1878 Radvanov byl osadou městyse Svatava v okrese Falknov. V letech 1879–1889 byl osadou obce Bukovany v okrese Falknov. V letech 1890–1947 byl samostatnou obcí v okrese Falknov nad Ohří (v letech 1890–1910 Falknov). V letech 1948–1976 byl osadou obce Luh nad Svatavou v okrese Sokolov. Od 1. dubna 1976 do 30. června 1990 byl částí obce Krajková v okrese Sokolov. Od 1. července 1990 je částí obce Josefov v okrese Sokolov.